# Joyce Vincent
Joyce Carol Vincent (sinh 15 tháng 10 năm 1965 – mất khoảng tháng 12 năm 2003), còn được biết đến với tên Joyce Vincent, là một phụ nữ Anh đã qua đời trong cô đơn tại căn nhà cô thuê khi đang xem tivi, mãi cho đến khi thi thể của cô được tình cờ tìm thấy vào hơn 2 năm sau, ngày 25 tháng 1 năm 2006.

## Sự kiện
Ngày 25 tháng 1 năm 2006, những cán bộ thuộc công ty nhà đất phía Bắc Luân Đôn, Anh đến tịch thu một căn nhà ở Wood Green do quá hạn tiền thuê nhà đã quá lâu, thì phát hiện một bộ xương một phụ nữ 38 tuổi trong tư thế nằm trên ghế sô pha trong căn nhà. Danh tính của người đã mất nhanh chóng được xác định. Người ta cũng xác định cô qua đời vào cuối năm 2003, tức khoảng gần 3 năm trước, căn cứ vào các vật dụng dường như đóng băng lại thời khắc cô mất với chiếc TV vẫn bật kênh BBC trong góc, hộp quà Giáng sinh đã gói nhưng chưa được chuyển đi dưới sàn nhà, bát đĩa chất đống tại bồn rửa trong bếp, và một chồng thư bên dưới cửa ra vào. Suốt từ năm 2003 đến năm 2006, không ai hàng xóm phát hiện ra sự biến mất bất thường của cô. Xung quanh căn nhà bốc mùi tử khí khó chịu nhưng hàng xóm lại cho rằng đó là mùi thùng rác. Thêm nữa, khu vực này thường xuyên tụ tập những kẻ nghiện ngập quậy phá nên mọi người cũng không thắc mắc gì về tiếng ồn do chiếc TV đang bật của Vincent tạo ra. Người thân, bạn bè dường như đã quên sự tồn tại của cô.
Số tiền thuê nhà của Joyce Vincent được trả trước, các hóa đơn truyền hình và điện sưởi được tự động thanh toán, do đó mà các cơ quan hữu trách cho rằng đương sự vẫn bình an. Và phải mãi về sau khi tiền nhà tích lũy do quá hạn trả đã trở nên quá nhiều, các viên chức quyết định tới thu lại nhà thì mới phát hiện Joyce Vincent đã chết ngay trong chính căn nhà cô thuê. Do cái xác đã phân hủy nên cảnh sát không thể xác định chính xác nguyên nhân tử vong của Joyce, chỉ phỏng đoán cô chết do nguyên nhân tự nhiên, chẳng hạn như bệnh hen suyễn hay viêm loét dạ dày tá tràng, vốn dĩ là những bệnh có trong tiền sử bệnh án của cô.

## Truyền thông
Câu chuyện về sự ra đi trong cô độc và lãng quên của Joyce Vincent sau đó được các phương tiện thông tin đại chúng đăng tải gây xôn xao dư luận đương thời. Năm 2011 đạo diễn Carol Morley đã cố gắng thông hiểu sự kiện tột cùng phiền muộn này qua việc dựng bộ phim Dreams of a life dài 95 phút với Zawe Ashton thủ vai nhân vật chính. Bằng cách kết hợp giữa những cuộc phỏng vấn trên truyền hình và sự dàn dựng sáng tạo, bộ phim tài liệu này dường như xâu chuỗi lại với nhau thành một bức tranh về một người phụ nữ sôi nổi mà bí ẩn từng hiện hữu giữa nhân gian và đã biến mất. Tác phẩm được đánh giá là nhạy cảm, ám ảnh, soi xét mặt tối của đời sống thành thị đương thời, nơi con người ta có thể cô đơn hoàn toàn ngay khi sống giữa bao nhiêu ngàn người. Phim được công chiếu tại Việt Nam trong Liên hoan phim tài liệu châu Âu-Việt Nam lần thứ VI với tên gọi Chiếc ti vi vẫn bật.
Cuối năm 2014, nhạc sĩ người Anh Steven Wilson tuyên bố phát hành CD progressive rock thứ tư của mình mang tên Hand. Cannot. Erase lấy cảm hứng từ cuộc đời và những thước phim về Joyce Vincent. Album được ra mắt ngày 27 tháng 2 năm 2015 thông qua Kscope.